# William F. Miller
William Frederick Miller (* 19. November 1925 in Vincennes, Indiana; † 27. September 2017 in Palo Alto, Kalifornien) war ein US-amerikanischer Informatiker, Wirtschaftswissenschaftler und Wissenschaftsmanager.
Miller studierte Physik an der Purdue University mit dem Bachelor-Abschluss 1949, dem Master-Abschluss 1951 und der Promotion in theoretischer Physik 1956. Danach war er am Argonne National Laboratory, wo er ab 1959 Direktor der Abteilung Angewandte Mathematik war. Außerdem war er 1962 bis 1964 Professoral Lecturer an der University of Chicago. Ab 1965 war er Professor für Informatik an der Stanford University. 1971 bis 1979 war er Vizepräsident und Provost der Stanford University und 1979 bis 1990 Präsident und CEO von SRI International. In Stanford war er neben seiner Professur für Informatik auch Professor für Management in der Graduate School of Business und dort Mitglied der Fakultät für Politische Ökonomie. Außerdem war er Senior Fellow des Institute for International Studies.
Er war in vielen Aufsichtsräten und ist einer der Gründer des Mayfield Fund, einer frühen Venture-Capital-Firma.
Neben Informatik und Computerphysik (u. a. Kernstreuung) befasste er sich mit Management und Wirtschaftswissenschaften.
1972 wurde er Ehrendoktor der Purdue University. Er war Fellow der American Academy of Arts and Sciences (Wahljahr 1980), der IEEE, der National Academy of Engineering und der American Association for the Advancement of Science.